# 骨骼博物馆
骨骼博物館（英語：Museum of Osteology）位于美国俄克拉荷马州俄克拉荷马市，是一个私人博物馆，专门研究骨骼和骨学。 这个博物馆展示了超过350具来自世界各地动物物种的骨骼。 另有7000件标本作为收藏的一部分，但没有展出，这是世界上私人拥有的最大的骨骼标本收藏。

## 范围
博物馆以骨骼系统的形式和功能为重点，展示了大量的教育和分类，包括所有五个脊椎动物类。
骨骼博物馆收藏的藏品是杰伊·维尔马雷特40多年收藏的成果。
目前，这些标本包括大约7000个标本，代表了2500多种哺乳动物、鸟类、爬行动物、两栖动物和鱼类。 博物馆每天上午 9:00 至下午 5:00 开放。周日中午 12:00 至下午 5:00 除外。

## 历史
该博物馆由杰伊·维尔马雷特创建，他是位于博物馆隔壁的头骨无限国际公司的创始人。博物馆始建于2004年，2010年10月1日对外开放。
2015年，骨科博物馆在佛罗里达州奥兰多的i-drive 360娱乐中心开设了第二个地点。这个地方被称为美国最大的骨骼博物馆，展出了500多具骨骼。

## 照片墙

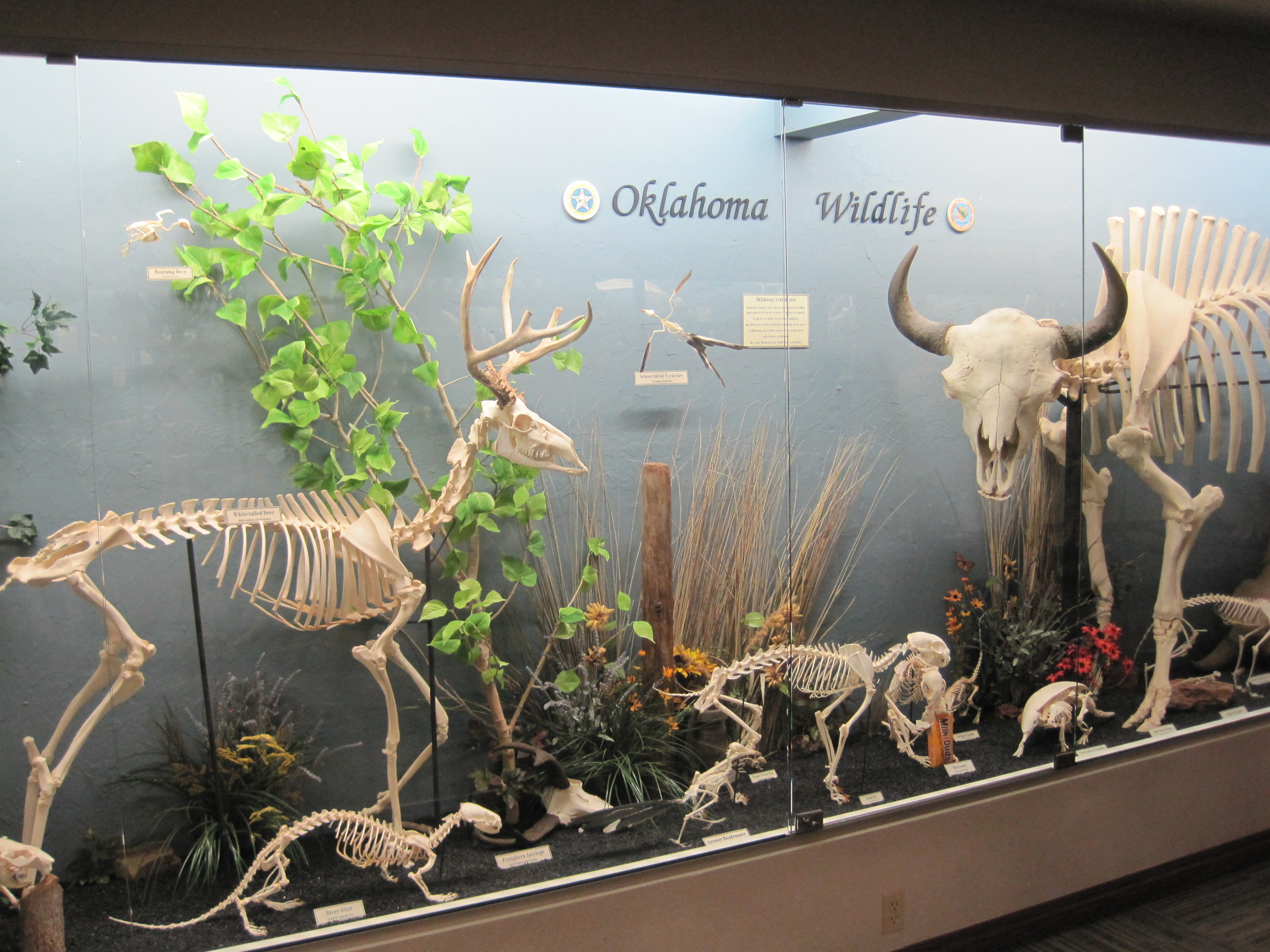
俄克拉荷马野生动物
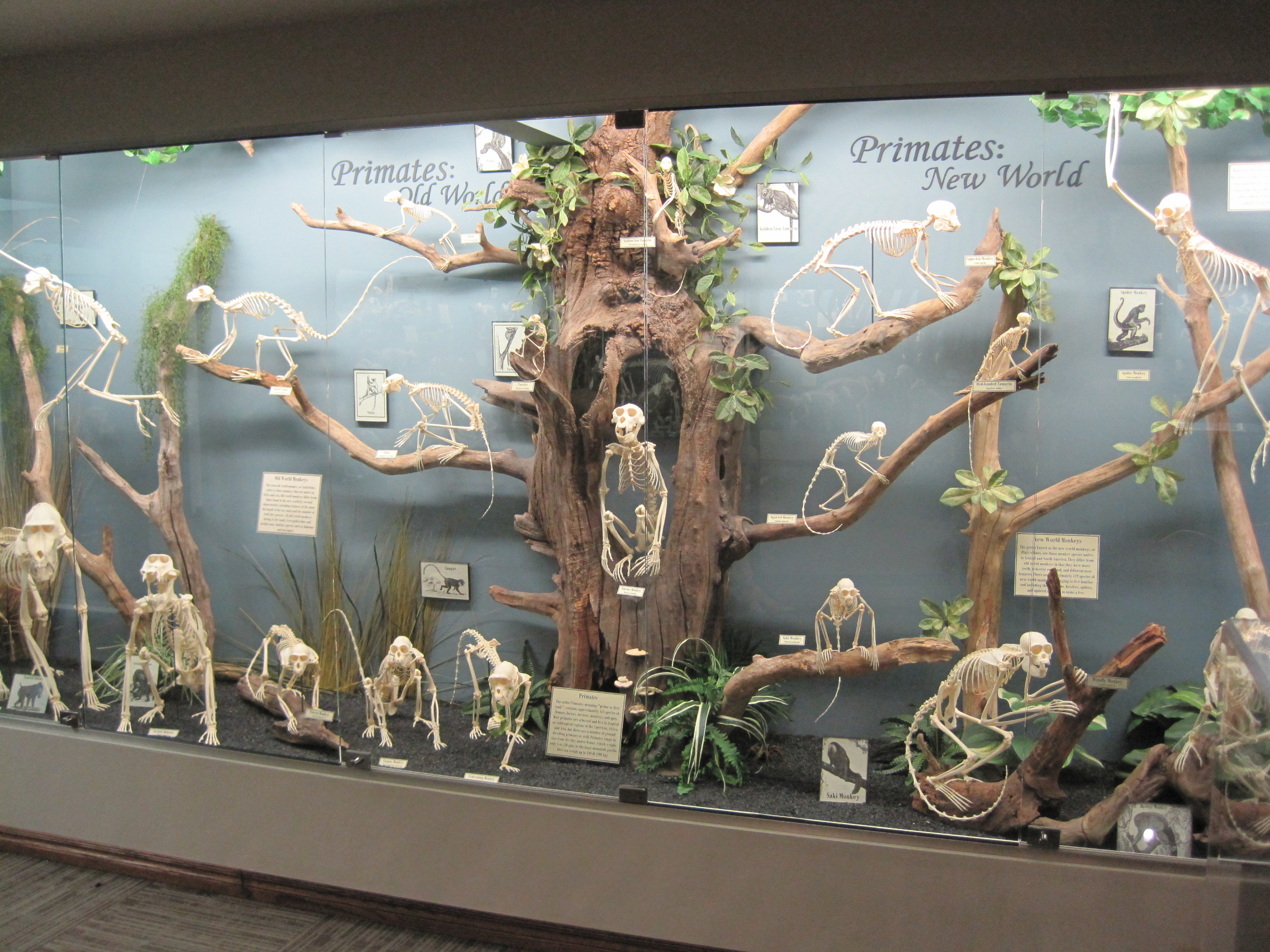
灵长类骨骼
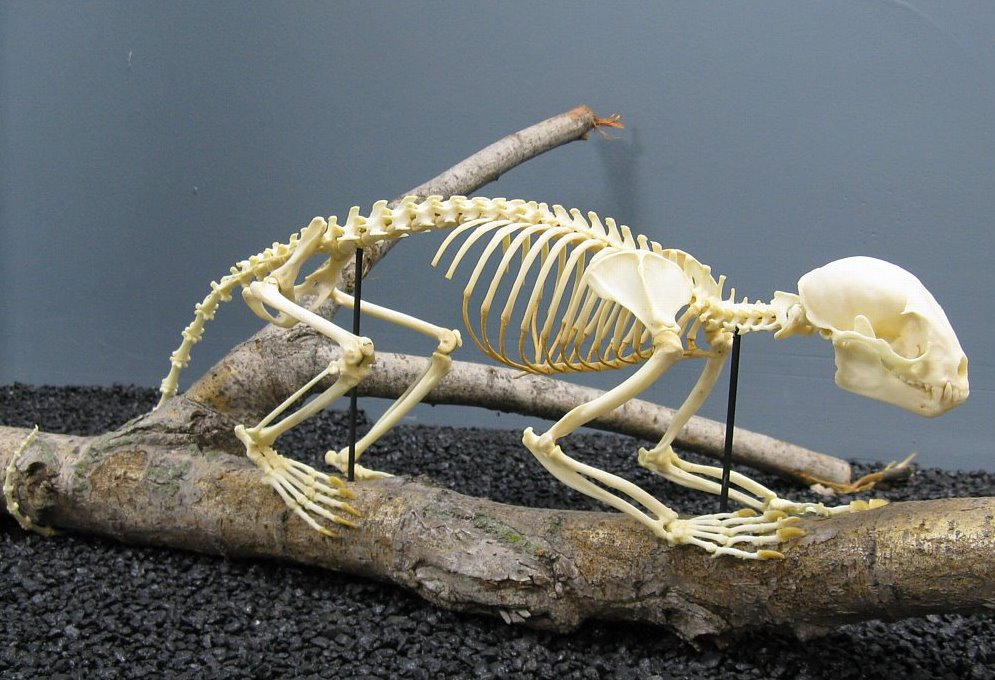
一只蜜熊的骨架
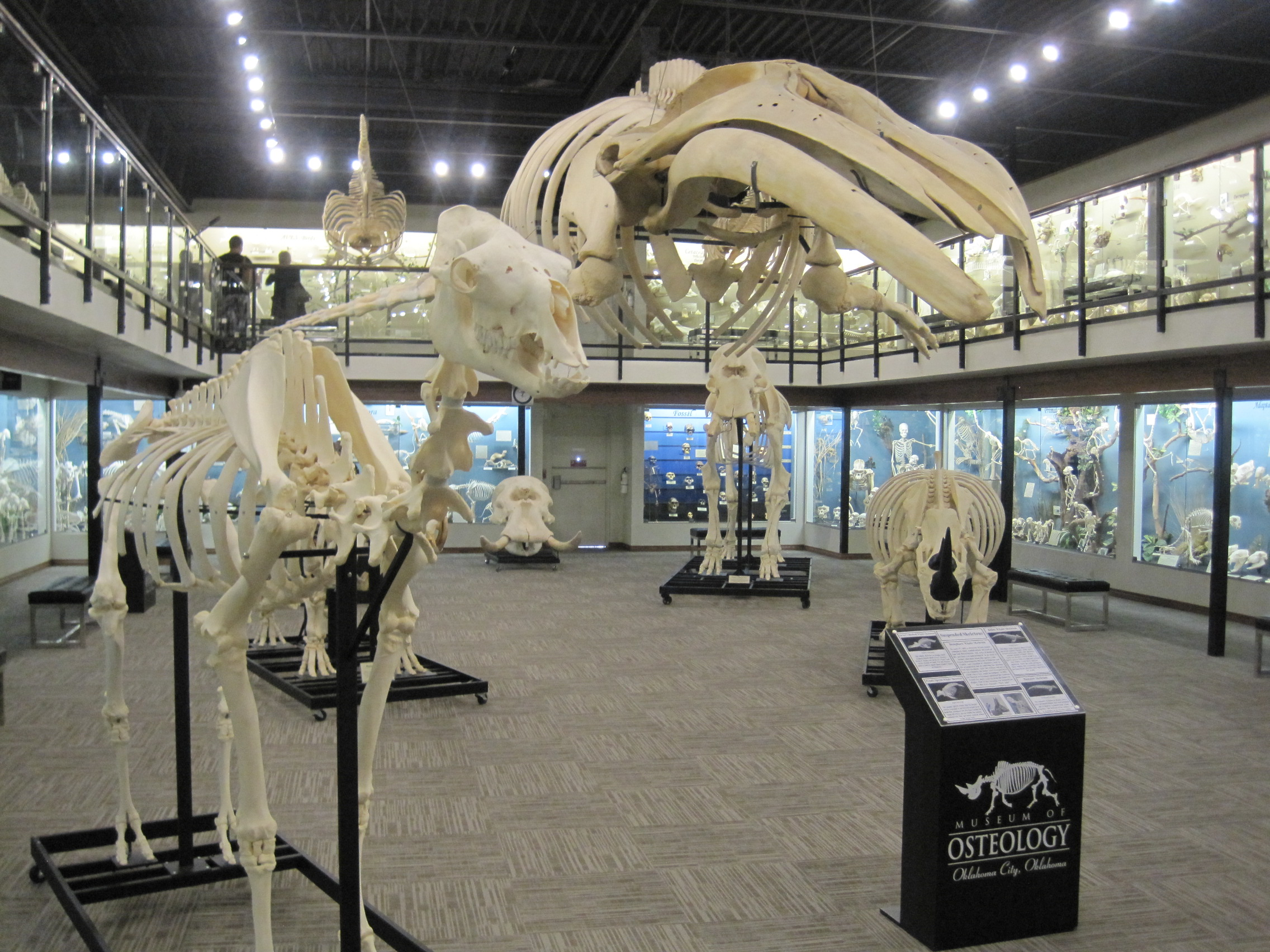
骨骼陈列在骨骼博物馆
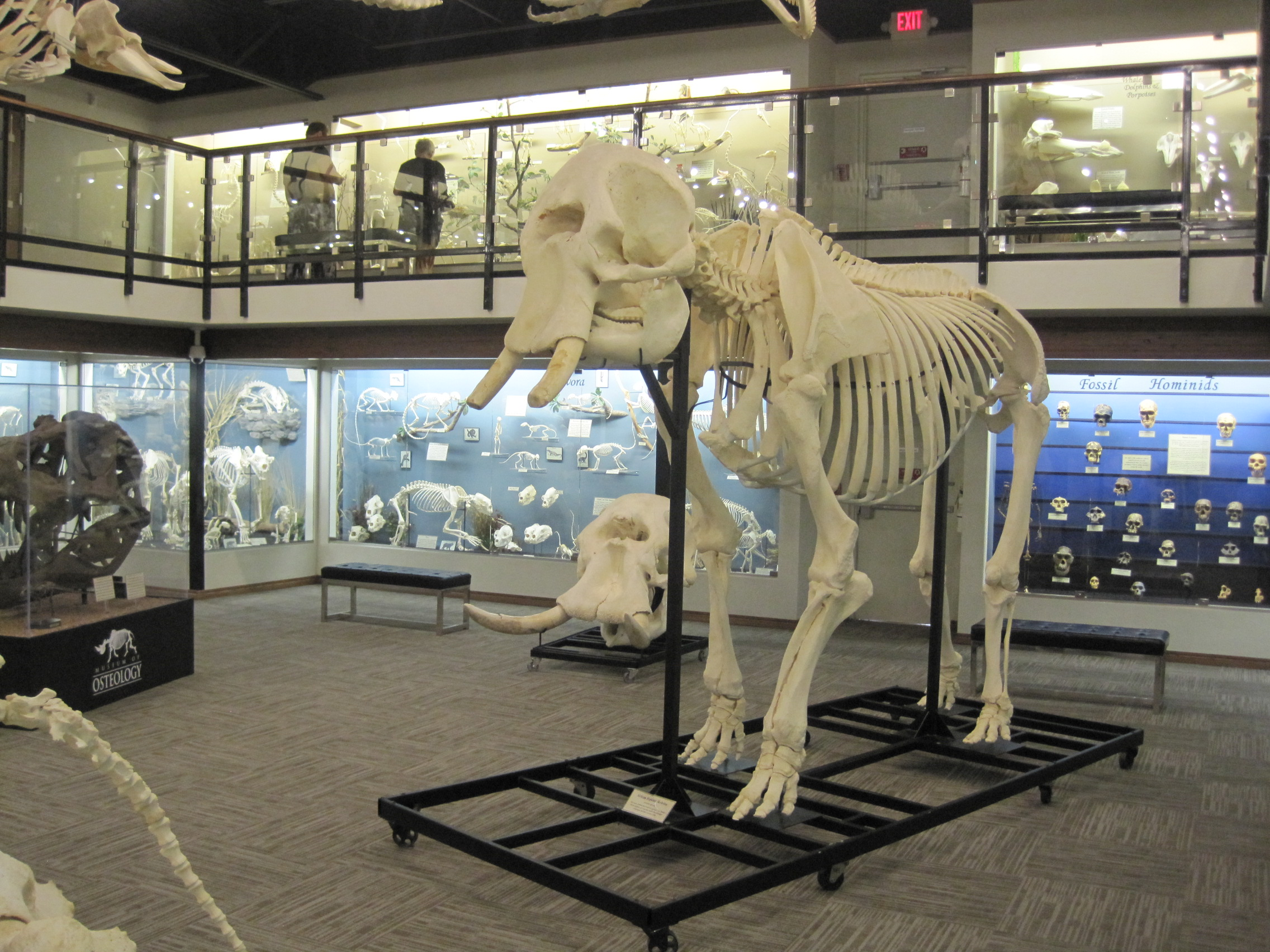
大象的骨架
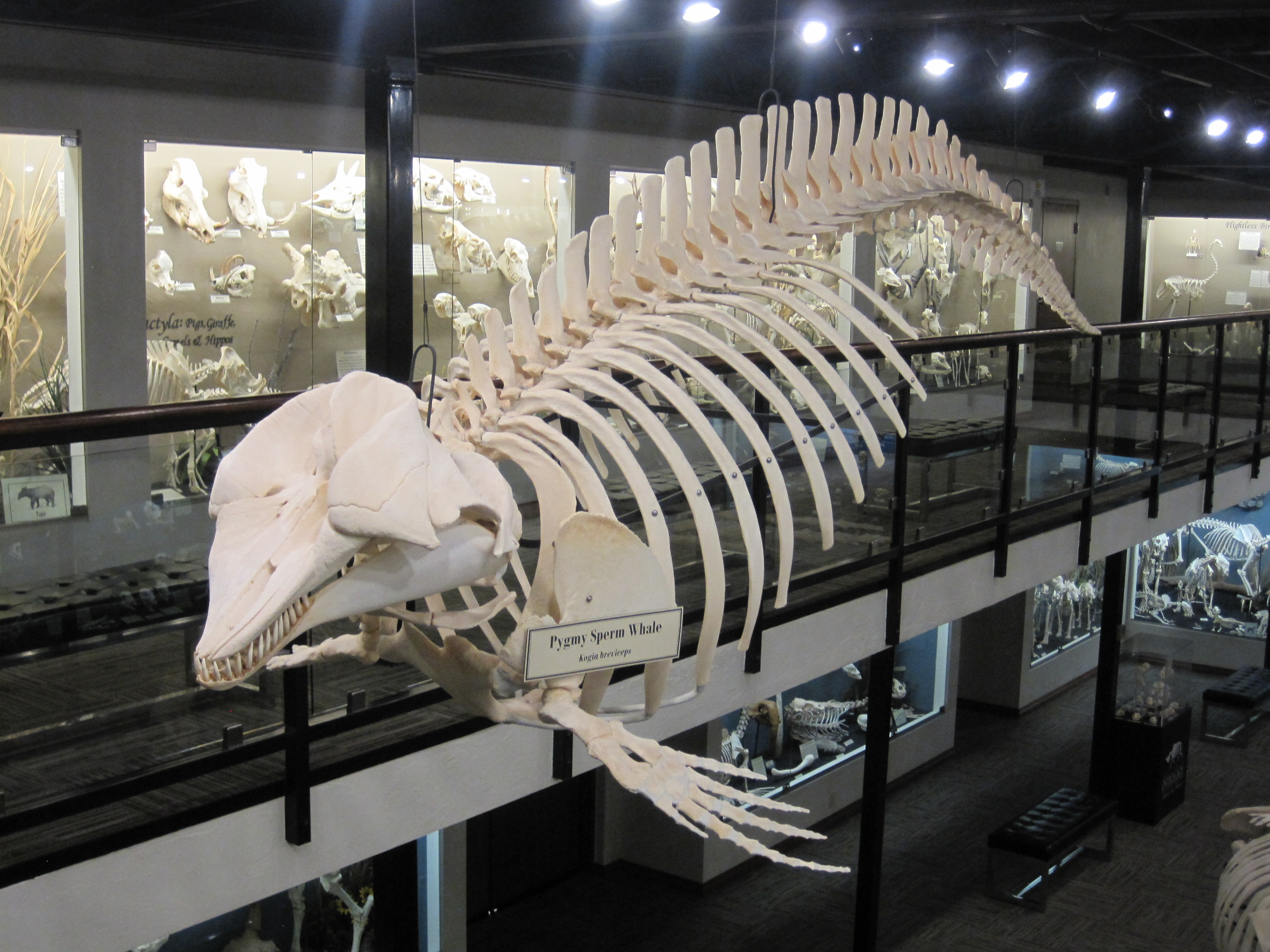
侏儒抹香鲸骨骼
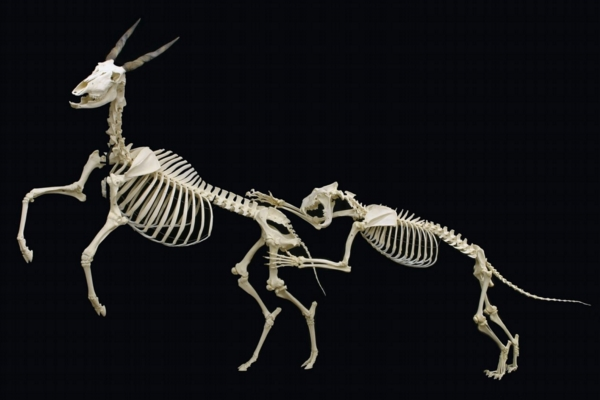
非洲狮攻击常见的羚羊骨架
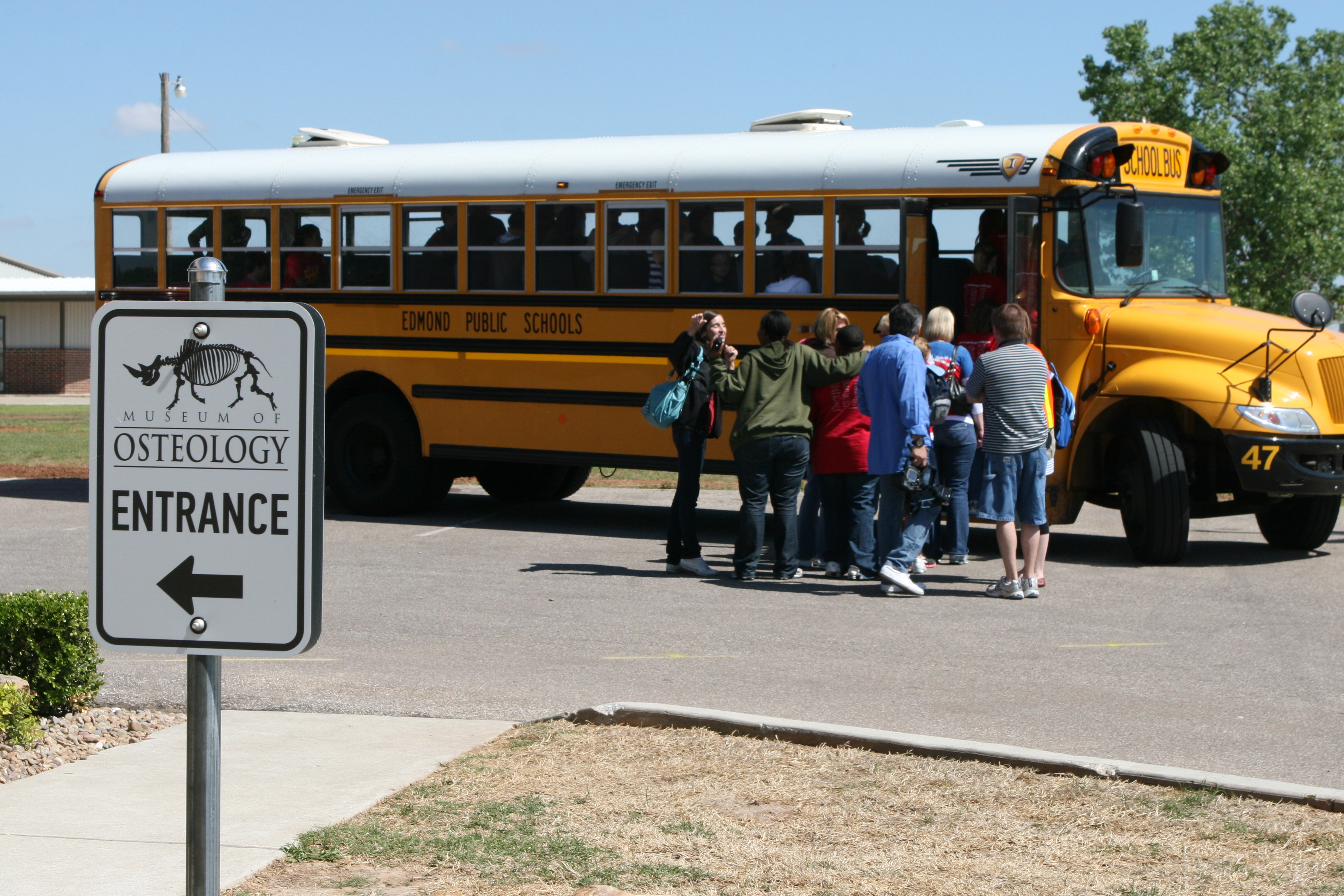
校车旅行团
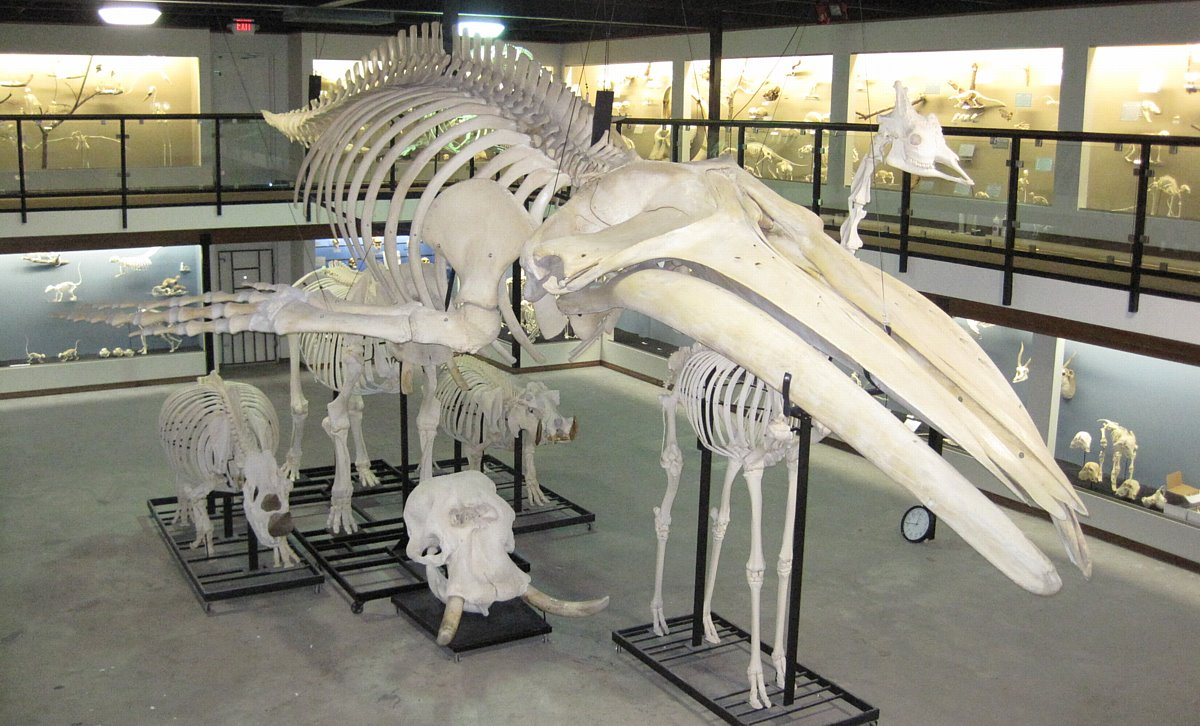
骨骼博物馆在建成的最后阶段，2010年3月
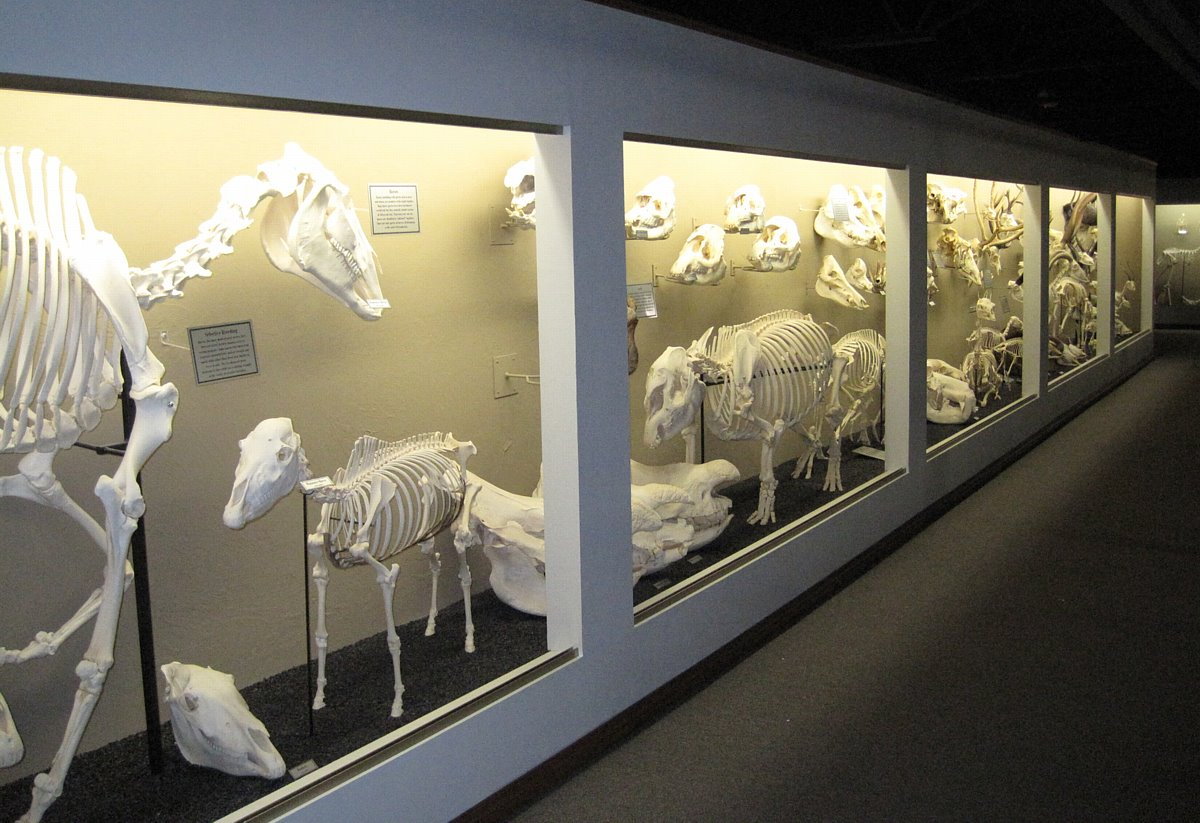
有蹄类骨骼
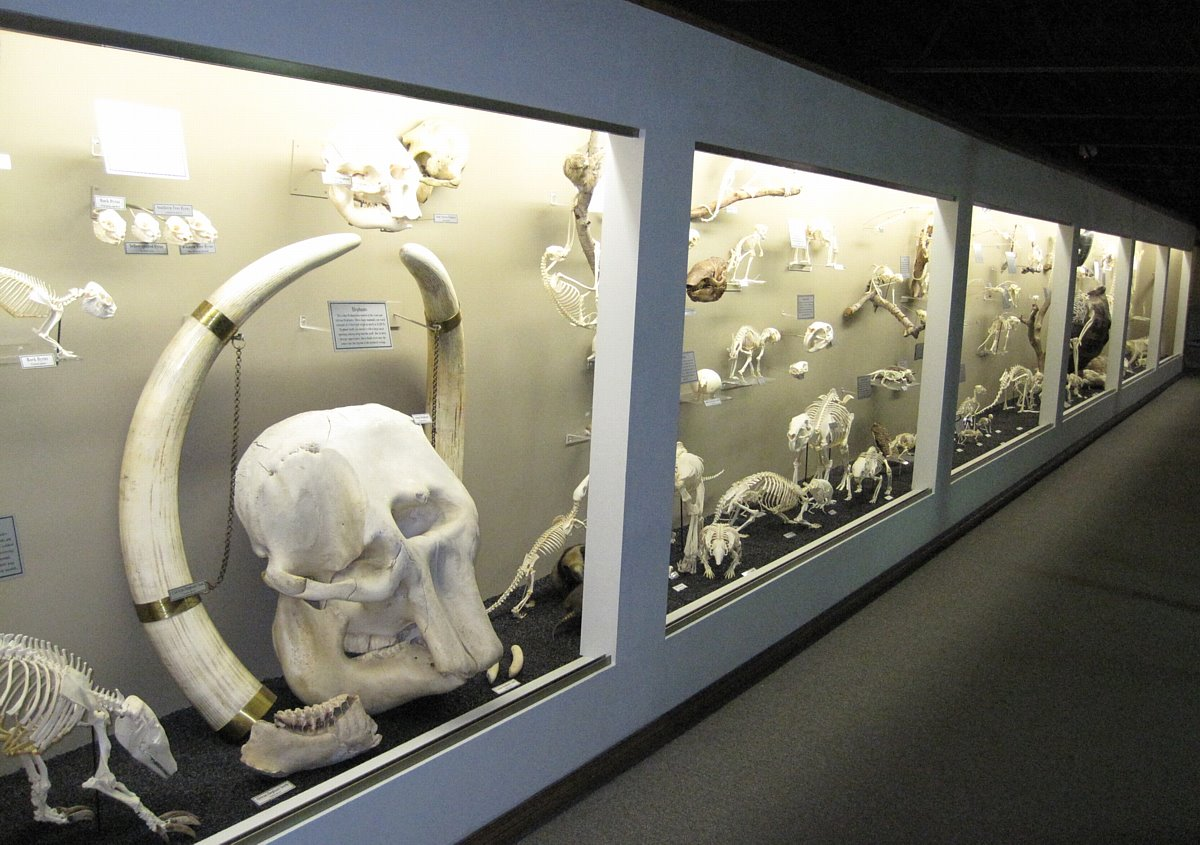
各种动物骨骼
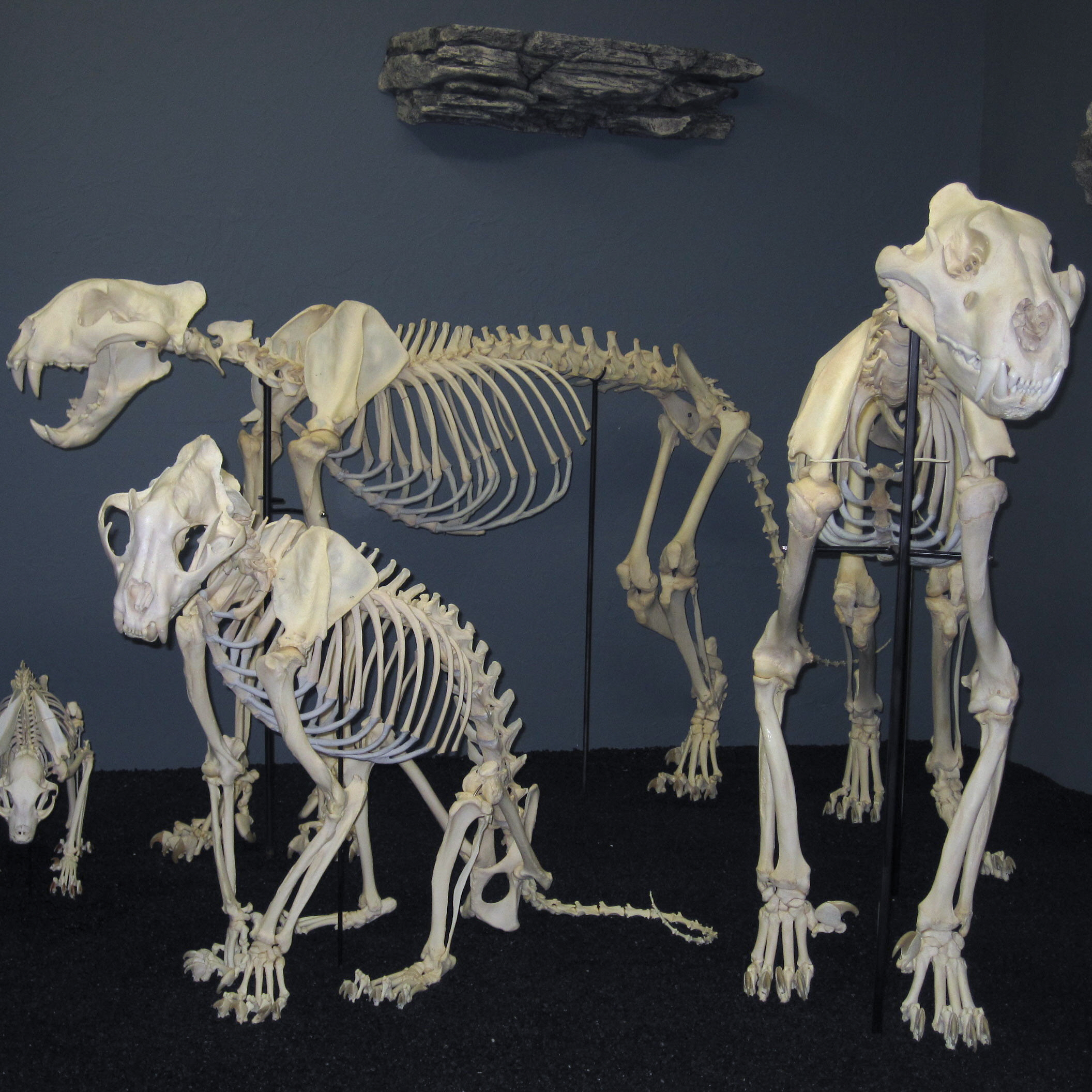
大型猫科展览，包括老虎、美洲虎和非洲狮
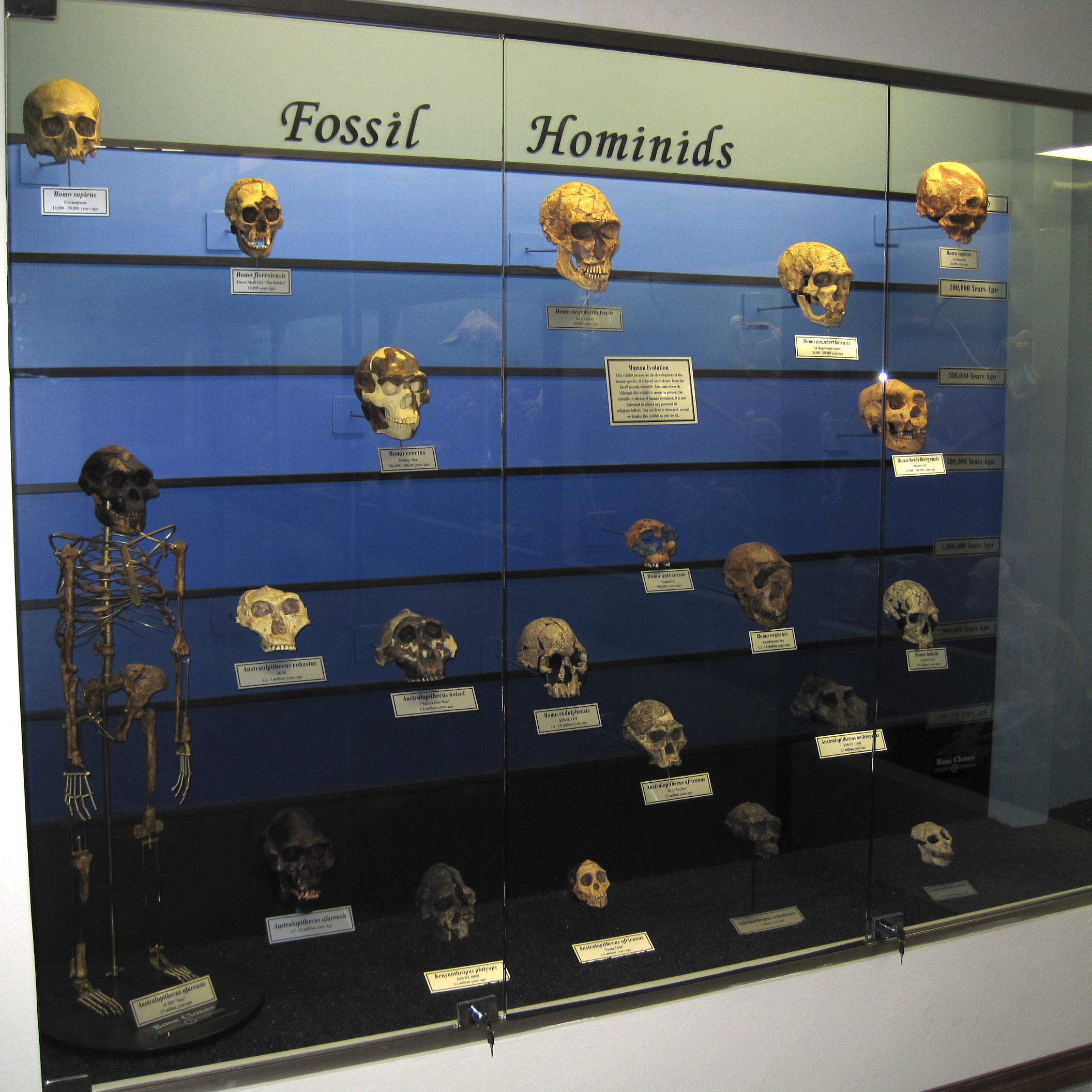
人类化石和人类进化